# Biserica „Nașterea Maicii Domnului” din Calfa
Biserica „Nașterea Maicii Domnului” este o biserică amplasată în Calfa, raionul Anenii Noi, Republica Moldova. Este un monument arhitectural de importanță națională inclus în Registrul monumentelor Republicii Moldova ocrotite de stat cu nr. 43 (raionul Anenii Noi). Datează din sec. XIX.